# Svärdbärare
Svärdbärare eller grön svärdbärare (Xiphophorus hellerii) är en fiskart som tillhör familjen levandefödande tandkarpar (Poeciliidae). Den förekommer naturligt i Nord- och Centralamerika från Veracruz i Mexiko söderut till nordvästra Honduras och lever i såväl strömmande vattendrag som kanaler och dammar, företrädesvis med tät vegetation. Arten odlas allmänt som akvariefisk och har genom människans försorg spritts till många naturliga miljöer utanför sitt naturliga utbredningsområde, där den i många fall uppträder invasivt.

## Akvariefisk
Svärdbäraren är en av de allra vanligaste akvariefiskarna. Helt renrasig svärdbärare är dock svår att få tag på i zoohandeln, istället säljs fertila korsningar mellan svärdbärare och platy. Svärdbäraren hör till de levandefödande tandkarparna (Poeciliidae), och föder som alla dessa levande ungar. I själva verket kläcks äggen inne i honan omedelbart före "födseln", så det är inte fråga om äkta födande utan så kallad ovovivipari. Dräktighetstiden är fem veckor, och kullarna brukar uppgå till 20–200 yngel om honan är i god kondition. Den ansenliga skillnaden i storlek på kullarna kan bland annat härledas till förekomsten av predatorer: där det finns många rovdjur blir kullarna stora, ynglen föds dock relativt små. Under förhållanden där det är mera ont om predatorer blir kullarna mindre, men å andra sidan föds ynglen större och mer välutvecklade. På så vis överlever ungefär lika många yngel ur varje kull till könsmogen ålder, oavsett kullens storlek, trots att den procentuella skillnaden överlevande varierar stort mellan kullarna. Andra faktorer såsom vattentemperatur och honans ålder kan också inverka avgörande på kullarnas storlek. Hos akvarieuppfödda exemplar uppgår kullarna oftast till omkring 50 yngel. Honorna är dräktiga i 24 till 30 dygn.
Könsmognaden inträder mellan åtta och tolv månaders ålder. Det är ganska lätt att se skillnad på könen. Hos könsmogna hanar är fenstrålarna i analfenan ombildade till ett spetsigt fortplantningsorgan, ett så kallat gonopodium, medan honorna har en normalt formad analfena. Hos de flesta hanar är dessutom de nedre fenstrålarna i stjärtfenan utdragna till ett avlångt "svärd", men på grund av alltför extensiv inkorsning av platy – där hanarna helt saknar svärd – händer det att detta attribut är outvecklat.
I likhet med släktingen platy är den lättodlad. Den passar i de flesta så kallade sällskapsakvarier. Ett lämpligt akvarium bör innehålla en hel del växter, varav gärna en del flytväxter. Den behöver en stor andel vegetabilisk föda för att trivas, och äter gärna en del alger. Man kan även med fördel mata med bitar av squash, kokta gröna ärtor, förvälld bladspenat eller särskilt vegetabiliskt fiskfoder som finns att köpa i zoohandeln.
Svärdbäraren förekommer i en mängd framavlade odlingsvarianter som ifråga om färger och fenornas utformning skiljer sig mycket från den i naturliga. De flesta bär olika kombinationer av gult, rött och svart, men det finns odlingsvarianter i nästan alla färger. Vildformen är oftast grönaktig, men teckning och färg skiljer sig ganska mycket åt mellan olika fyndlokaliteter. Ibland är fiskar odlade i Asien ömtåliga, de europaodlade håller oftast högre kvalitet. Dessa har svårighetsgraden 1.

## Forskningsobjekt
Svärdbäraren används för genetisk forskning.
Den 17 april 1998 medfördes 229 stycken svärdbärare ombord på Spacelab i rymdfärjan Columbia. Tillsammans med fyra ostronpaddfiskar tjänade svärdbärarna som forskningsobjekt i uppdraget STS-90. Målet med undersökningen var att studera hur fiskarnas hjärnor och centrala nervsystem påverkades av "tyngdlöshet".

## Exempel på odlingsvarianter
- Berliner-korsning
- Dubbelsvärd
- Gul wagtail
- Hamburger-korsning
- Neonsvärdbärare
- Röd tuxedo
- Röd wagtail